# Valser Rhein
Der Valser Rhein oder Valserrhein ist ein rund 30 Kilometer langer rechter Nebenfluss des Glenners im Schweizer Kanton Graubünden, der im Quellgebiet des Rheins verläuft.

## Geographie

### Verlauf

Zervreila, Valser Rhein Schlucht, abwärts.
Historisches Bild von Leo Wehrli (1949)

Der Valser Rhein entspringt auf einer Höhe von etwa 2430 m ü. M. dem Länta- und dem Grauhorngletscher am Nordfuss des Rheinwaldhorns.
Er durchfliesst zunächst das Läntatal, bevor er im Zervreilasee aufgestaut wird. Beim ehemaligen Dorf Zervreila mündeten von rechts Horn- und Canalbach in den noch ungestauten Valser Rhein. Diese Bäche sind heute ebenfalls Zuflüsse des Stausees. Vor der Talsperre mündet rechts von Süden der Finsterbach in den Stausee.
Unterhalb des Zervreilasees fliesst der Valser Rhein durch das Valser Tal und die Gemeinde Vals. Vor Vals Platz mündet der Peiler Bach in den Fluss.
Hinter dem Dorf stösst rechtsseitig der Tomülbach vom Tomülpass kommend hinzu. Danach fliesst der Valser Rhein weiter nach St. Martin, bis er dann bei Uors auf einer Höhe von ungefähr 855 m ü. M. von rechts in den hier natürlicherweise deutlich wasserärmeren Glenner (Glogn) mündet, der seinerseits nach zehn Kilometern in den Vorderrhein fliesst.
Der etwa 29,5 km lange Lauf des Valser Rheins endet ungefähr 1575 Höhenmeter unterhalb seiner Quelle, er hat somit ein mittleres Sohlgefälle von etwa 53 ‰.

### Einzugsgebiet
Das 185,75 km² grosse Einzugsgebiet des Valser Rheins liegt in den Lepontinischen Alpen und wird durch ihn über den Glenner, den Vorderrhein und den Rhein zur Nordsee entwässert.
Es grenzt
- im Osten an das Einzugsgebiet der Rabiusa, die in den Vorderrhein mündet;
- im Südosten an das des Hinterrheins;
- im Südwesten an das des Brennos, der über den Tessin in den Po entwässert und
- im Westen an das des Glenners.

Das Einzugsgebiet besteht zu 14,9 % aus bestockter Fläche, zu 31,6 % aus Landwirtschaftsfläche, zu 0,6 % aus Siedlungsfläche und zu 52,9 % aus unproduktiven Flächen.
Die Flächenverteilung
Die mittlere Höhe des Einzugsgebietes beträgt 2224,6 m ü. M., die minimale Höhe liegt bei 888 m ü. M. und die maximale Höhe bei 3367 m ü. M.

### Zuflüsse
Die wichtigsten Zuflüsse sind der Canalbach und der Peiler Bach.
| Name            | GKZ      | Lage   | Länge in km | EZG in km² | MQ in m³/s | Mündung Koordinaten                     | Mündungshöhe in m | Bemerkungen                                 |
| --------------- | -------- | ------ | ----------- | ---------- | ---------- | --------------------------------------- | ----------------- | ------------------------------------------- |
| Läntahornbach   | CH003710 | rechts | 000,5000    |            |            | ca. 2 km südlich der Länta-Hütte, Vals  | 2217,900000       | Gewässername von Flurbezeichnung abgeleitet |
| Piz Jut Bach    | CH003711 | links0 | 001,3000    | 0001,040   |            | ca. 1 km südlich der Länta-Hütte, Vals  | 2146,500000       | Gewässername von Flurbezeichnung abgeleitet |
| Garenstockbach  | CH003712 | links0 | 002,0000    |            |            | ca. 1 km nördlich der Länta-Hütte, Vals | 2018,400000       | Gewässername von Flurbezeichnung abgeleitet |
| Novabach        | CH003708 | links0 | 002,6000    | 0003,290   |            | bei der Lapertschalp, Vals              | 1981,400000       | Gewässername von Flurbezeichnung abgeleitet |
| Hornbach        | CH000381 | rechts | 003,4000    | 0002,850   |            | Zervreila, Vals                         | 1857,400000       | Mündet in den Zervreilasee                  |
| Canalbach       | CH000379 | rechts | 005,1000    | 0019,980   | 0001,070   | Zervreila, Vals                         | 1857,400000       | Mündet in den Zervreilasee                  |
| Guraletschbach  | CH005626 | rechts | 003,5000    | 0004,410   | 0000,210   | nach dem Zervreilasee, Vals             | 1672,900000       | Gewässername von Flurbezeichnung abgeleitet |
| Ampervreilbach  | CH003701 | rechts | 002,8000    | 0002,850   |            | vor dem Ronastäg, Vals                  | 1563,900000       | Gewässername von Flurbezeichnung abgeleitet |
| Selvabach       | CH003700 | rechts | 003,1000    | 0001,580   |            | ca. 1 km südwestlich von Valé, Vals     | 1336,100000       | Gewässername von Flurbezeichnung abgeleitet |
| Schwarzhornbach | CH003698 | links0 | 005,6000    | 0007,680   |            | südlich von Leis, Vals                  | 1308,300000       | Gewässername von Flurbezeichnung abgeleitet |
| Peiler Bach     | CH000318 | rechts | 009,9000    | 0032,430   | 0001,400   | vor Vals-Platz, Vals                    | 1254,900000       |                                             |
| Leisalpbach     | CH003696 | links0 | 001,4000    |            |            | nach Vals-Platz, Vals                   | 1248,000000       | Gewässername von Flurbezeichnung abgeleitet |
| Tomuelbach      | CH003694 | rechts | 008,2000    | 0011,3000  | 0000,440   | nach ARA Camp, Vals                     | 1237,100000       | Gewässername von Flurbezeichnung abgeleitet |
| Träitobelbach   | CH003693 | rechts | 005,0000    | 0008,230   | 0000,320   | vor Hohbrügga, Vals                     | 1174,300000       | Gewässername von Flurbezeichnung abgeleitet |
| Brandertälli    | CH003691 | links0 | 002,8000    | 0001,5000  |            | nach Hohbrügga, Vals                    | 1151,600000       | Gewässername von Flurbezeichnung abgeleitet |
| Hutlentobelbach | CH003690 | links0 | 002,9000    | 0002,920   |            | bei Gadastatt, St. Martin               | 1034,100000       | Gewässername von Flurbezeichnung abgeleitet |
| Ronggtobelbach  | CH003689 | rechts | 003,6000    | 0005,090   | 0000,170   | bei Lunschania, St. Martin              | 1033,200000       | Gewässername von Flurbezeichnung abgeleitet |
| Tersnausbach    | CH003688 | rechts | 003,6000    | 0002,780   |            | bei Uors                                | 862,100000        | Gewässername von Flurbezeichnung abgeleitet |
| Valser Rhein    |          |        | 029,5000    | 0185,750   | 0007,540   | unterhalb Uors                          | 85500000          | Mündet in den Glenner                       |

Anmerkungen zur Tabelle
1. ↑  Von der Quelle zur Mündung. Daten von Swisstopo (map.geo.admin.ch)
2. ↑  Die Daten des Valser Rheins zum Vergleich

## Hydrologie
Bei der Mündung des Valser Rheins in den Glenner beträgt seine modellierte mittlere Abflussmenge (MQ) 7,54 m³/s. Sein Abflussregimetyp ist nivo glaciaire, und seine Abflussvariabilität beträgt 17.

## Nutzung
Ab dem Zervreilasee wird der grösste Teil seiner Wasserführung in eine Druckleitung der Kraftwerke Zervreila (KWZ) abgeleitet, die zunächst zu einer Kraftzentrale im Safiental und dann durch den Heinzenberg zum Kraftwerk Rothenbrunnen im Domleschg führt.
Der Valser Rhein weist viele Stromschnellen und Wasserfälle auf und ist daher bei Kanusportlern beliebt.

## Brücken

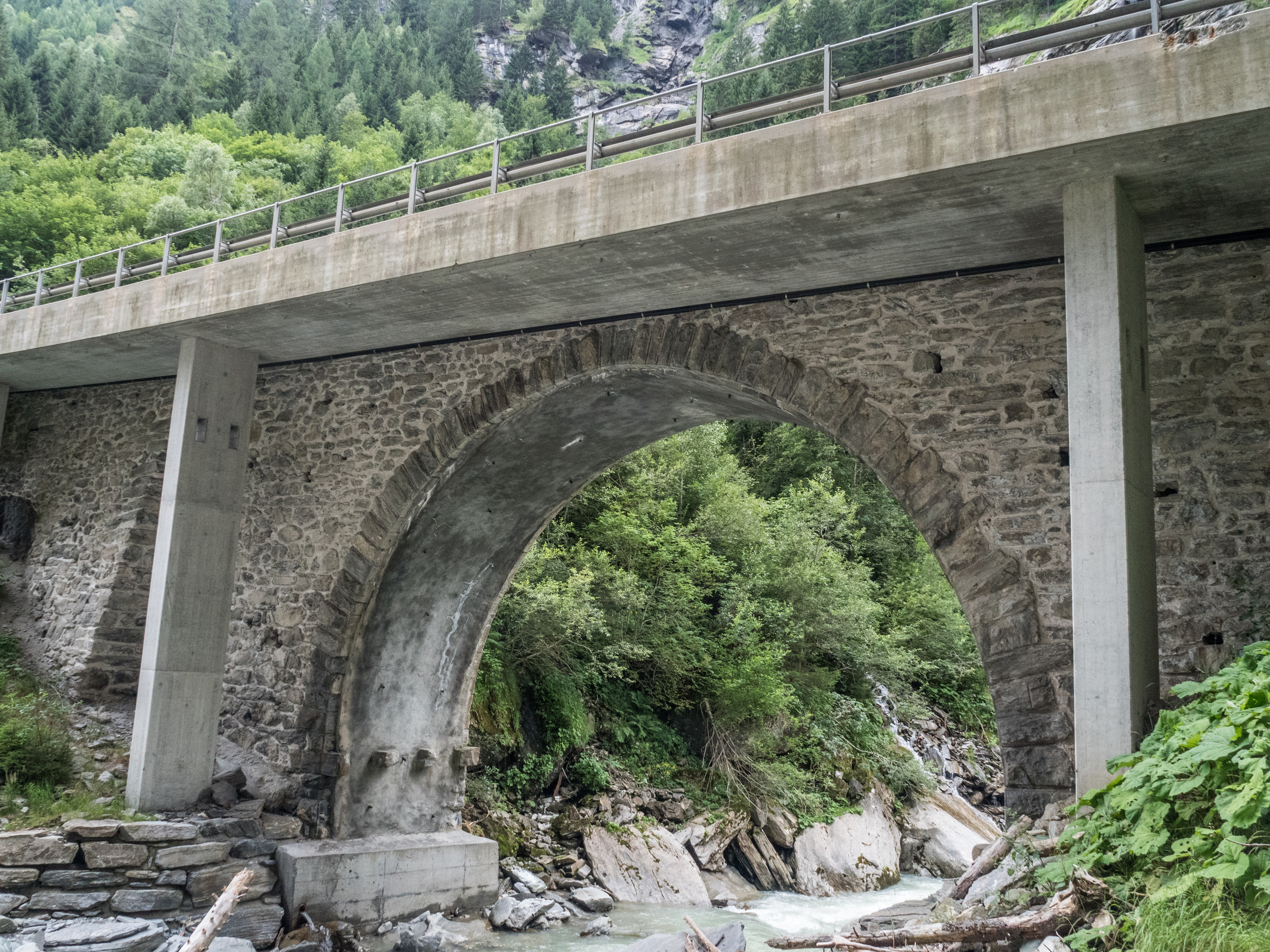
Hohe Brücke über den Valser Rhein, Vals GR

Auf seinem Weg wird der Valser Rhein von 20 Übergängen überspannt: 12 Strassenbrücken, 7 Fussgängerstege (davon zwei Hängebrücken) und dem Zervreila Staumauer-Übergang.